# 丹增
丹增（藏語：བསྟན་འཛིན་，威利转写：bstan 'dzin，藏语拼音：Dainzin；1946年—），男，藏族，西藏比如人，中华人民共和国作家、政治人物。中国共产党党员。

## 生平
丹增先后毕业于西藏民族学院、中央民族学院、上海复旦大学新闻系。1966年参加工作后，历任《西藏日报》社记者、记者站站长、采通部副主任及主任、副总编辑，西藏自治区文联副主席。1983年起，历任中共西藏自治区委常委，西藏自治区文化局党组书记、局长，中共西藏自治区委副书记，中国文联副主席，中国作协党组副书记、副主席、中共云南省委副书记，云南省人大常委会副主任。他是中共第十二、十三、十四、十五届中央委员会候补委员。他还被聘请为北京大学文化产业研究所顾问、印度亚洲电影俱乐部终身会员、美国路易斯安那州巴吞鲁日市荣誉市长。
2008年，当选第十一届全国政协委员，代表文化艺术界，分入第二十六组。

## 著作
1970年代末，他开始发表作品。1982年参加中国作家协会。他的主要作品有：
- 专著《文化产业发展论》
- 电影文学剧本《司岗里女人》、《驼峰飞虎》
- 论文《论藏族文学的民族特色》
- 文化散文《盛世说“吃”》、《“半半哲学”之大智慧》、《童年的梦》
- 纪实文学《太平洋纪实——来自世界经济论坛东亚经济峰会的报告》
- 报告文学《来自世界屋脊的报告》（获得1979年西藏自治区优秀新闻奖）
- 小说《神的恩惠》（获得1980年西藏自治区优秀短篇小说奖）
- 《毛泽东统一战线思想在西藏的光辉实践》（获得1993年《人民政协报》有奖征文二等奖）
- 《西藏工布江达县脱贫的启示》（获得全国首届优秀调研报告奖，1992年又获得全国优秀论文奖） [1]